# × Orchinea
× Orchinea – hybrydowy rodzaj roślin z rodziny storczykowatych (Orchidaceae). Obejmuje 5 gatunków występujących w Europie, w takich krajach jak: Włochy, Słowenia, Macedonia Północna, Bośnia i Hercegowina, Serbia, Chorwacja. Formuła hybrydowa to Neotinea × Orchis.

## Systematyka
Rodzaj sklasyfikowany do podplemienia Orchidinae w plemieniu Orchideae, podrodzina storczykowe (Orchidoideae), rodzina storczykowate (Orchidaceae), rząd szparagowce (Asparagales) w obrębie roślin jednoliściennych.
Wykaz gatunków
- × Orchinea alfredi-fuchsii (Soó) J.M.H.Shaw
- × Orchinea attica (Hausskn.) F.M.Vázquez
- × Orchinea genovae (Hautz.) J.M.H.Shaw
- × Orchinea hermaniana (C.Alibertis & A.Alibertis) J.M.H.Shaw
- × Orchinea razzarae (Galesi) F.M.Vázquez